# Sophie Friederike Mereau
Sophie Friederike Mereau (z domu Schubart) (ur. 27 marca 1770 w Altenburgu, zm. 31 października 1806 w Heidelbergu) – pisarka doby niemieckiego romantyzmu. Pisała nowele, opowiadania oraz tłumaczyła i wydawała czasopisma.  Żądała niezależności kobiet na długo zanim pomyślano o emancypacji kobiet wyznania luterańskiego. Dwukrotnie wyszła za mąż – jej drugim mężem był pisarz Clemens Brentano.       

## Życiorys
Jej matka zmarła, gdy Sophie miała zaledwie 16 lat. Cztery lata później zmarł jej ojciec. Pochodziła z mieszczańskiej rodziny. W młodości uczyła się wielu języków – hiszpańskiego, francuskiego, angielskiego oraz włoskiego.     
W dniu 4 kwietnia 1793 Mereau wyszła za mąż za prawnika Karla Mereau. Zamieszkali w mieście Jena, które ówcześnie stanowiło literackie centrum wczesnego romantyzmu. Dzięki mężowi poznała wybitnego twórcę i filozofa Friedricha Schillera, który uważał młodą poetkę za protegowaną. W 1795 wyjechała z kochankiem do Berlina, co zszokowało wyższe sfery w Jenie. Sophie Mereau miała z Karlem dwoje dzieci: Gustava i Huldę. Po śmierci syna Gustava rozwiodła się z mężem, w 1801 rozwiodła się z mężem. Powszechnie uważa się, że był to pierwszy rozwód w księstwie saksońsko-weimarskim, ale to nieprawda.     
W lecie 1798 poznała studiującego w Jenie Clemensa Brentano, któremu umożliwiła pierwsze publikacje. Lato 1800 spędziła u krewnych w Camburgu. Tam redagowała trzy dzienniki literackie, publikowała wiersze, napisała kilka opowiadań oraz dokończyła swoją powieść Amanda und Eduard. Fragmenty powieści były ukazywane w "Die Horen" Schillera.     
Z dniem 12 grudnia 1802 odnowiła związek z Brentano, z którym miała romans już podczas pierwszego małżeństwa. Mereau zdecydowała się na ślub, kiedy zaszła w ciążę w listopadzie 1803. W maju 1804 urodziła Achima Ariela. Chłopiec zmarł 6 tygodni po urodzeniu. Małżeństwo Sophie i Clemensa było pełne kłótni, a para większość czasu spędzała osobno. W maju 1805 na świat przyszło czwarte dziecko poetki, które zmarło kilka tygodni później. W piątej ciąży kobieta poroniła i również zachorowała. W tym okresie Mareau nawróciła się na katolicyzm.     
Zmarła w wieku 36 lat w połogu z powodu krwotoku po urodzeniu szóstego dziecka. Jej córka z pierwszego małżeństwa, Hulda, została pod opieką Brentano.    
Mereau była rówieśniczką Immanuela Kanta.     

## Twórczość
Zyskała rozgłos w 1791. Była jedyną kobietą uczącą się w prywatnym seminarium Johanna Gottlieba Fichte. Miała krytyczne podejście do poglądów filozofa, dotyczących kobiet. Jej pierwsza powieść (1794) przedstawiała wpływ jego poglądów oraz swoje przeciwne zdanie. Była określana jako "jedna z najbardziej fascynujących postaci niemieckiego klasycyzmu i romantyzmu". 
Napisała autobiograficzną nowelę Marie. 

## Publikacje (wybór)
- Das Blüthenalter der Empfindung, 1794
- Die Prinzeßin von Cleves, 1799
- Gedichte (2 tomy), 1800/1802
- powieść epistolarna Amanda und Eduard, 1803[9]
- Spanische und italienische Novellen, 1804/1806
- Bunte Reihe kleiner Schriften (2 tomy), 1805[potrzebny przypis].

## Znaczenie
Należała do najwszechstronniejszych i najproduktywniejszych pisarek swojego okresu. Pisała wiersze, opowiadania, powieści, idylle, tłumaczyła z języka angielskiego, włoskiego i hiszpańskiego, działała również w wydawnictwie i współpracowała z czasopismem literackim. Balansowała między klasycyzmem i romantyzmem oraz między oświeceniem i sentymentalizmem. Jej przyjacielskie relacje z romantykami tj. Friedrichem Schlegelem, Brentano czy Achim von Arnim, nie przeszkadzały w spotykaniach z ich oponentem Friedrichem Schillerem, którego poznała dzięki pierwszemu mężowi. Schiller pomógł jej rozwinąć karierę literacką. Jako pierwszy publikował jej prace w wydawanych przez siebie czasopismach "Thalia", " Die Horen" i "Musenalmanach".
Jej powieści Das Blüthenalter der Empfindung i Amanda und Eduard wykraczają poza ówczesną tradycję. Sceny są przerywane przez nastrojowe obrazy i opisy wrażeń krajobrazowych. Konwencje moralno-obyczajowe są w nich złamane, częstym tematem jest rozkosz i miłość. Historycznie-literackie opowiadania zdradzają wpływy sentymentalizmu oraz nurtu Sturm und Drang. Sławę zyskała dzięki liryce w stylu Schillera. Była jedną z pierwszych kobiet, które traktowały pisarstwo jako zawód i czerpała z niego zyski.